# Pentace exima
Pentace exima é uma espécie de angiospérmica da família Tiliaceae.
Apenas pode ser encontrada no seguinte país: Malásia.